# 乔治·哈里森 (游泳运动员)
乔治·哈里森（英語：George Harrison，1939年4月9日—2011年10月3日），美国男子游泳运动员。他曾代表美国参加1960年夏季奥林匹克运动会游泳比赛，获得男子4×200米自由泳接力金牌。